# 赵光恒 (1928年)
赵光恒（1928年—），男，江苏南京人，中国工程力学家、力学教育家，曾任华东水利学院、河海大学教授，江苏省力学学会理事长，中国力学学会理事。